# Jarmen
Jarmen est une ville située dans l'arrondissement de Poméranie-Occidentale-Greifswald du Land de Mecklembourg-Poméranie-Occidentale.

## Géographie et transportation

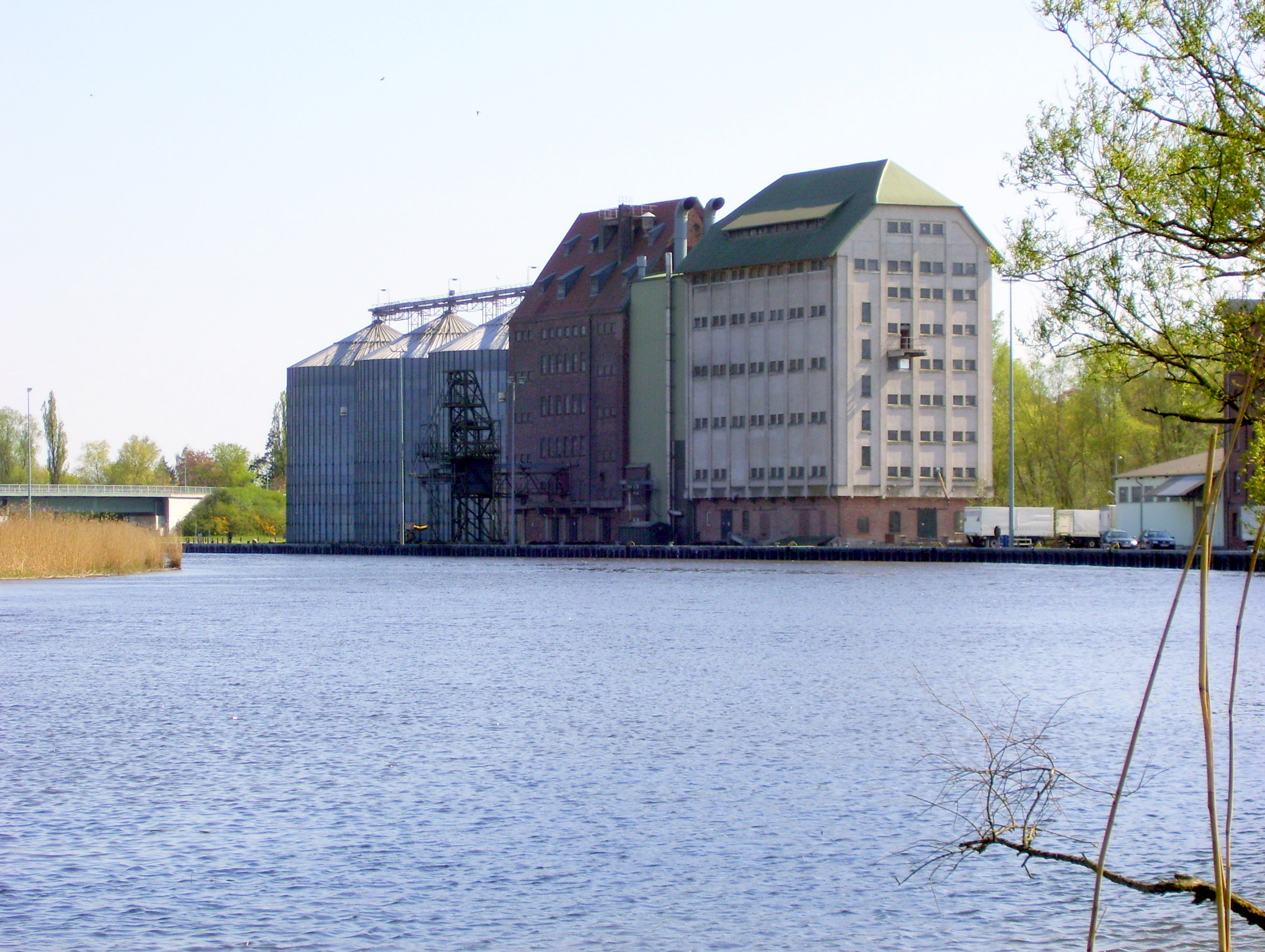
Magasins de grain dans le port de Jarmen

Jarmen est situé sur la rivière Peene et possède un port qui est principalement utilisé pour le transbordement du grain. 
La ville n'était reliée au réseau ferroviaire que par des chemins de fer à voie étroite qui étaient démantelés en 1945 comme réparation de guerre. La route féderale B110 traverse Jarmen, et une jonction avec l'autoroute A20 se trouve à l'est de la ville.

## Quartiers
- Plötz
- Neu Plötz
- Wilhelminenthal
- Groß Toitin
- Klein Toitin
- Kronsberg
- Müssentin

## Personnalités liées à la ville
- Wilhelm von Heyden-Cadow (1839-1920), homme politique mort au manoir de Plötz
- Walter Volgmann (1893-1945), homme politique né à Jarmen.
- Hans-Dieter Brüchert (1952-), lutteur né à Jarmen.

## Jumelages
- Susz (Pologne) depuis 1997